# Rage the Night Away
Rage the Night Away è un singolo del DJ statunitense Steve Aoki, pubblicato il 21 aprile 2014 come primo estratto dal secondo album in studio Neon Future I.
Il brano ha visto la partecipazione vocale del rapper statunitense Waka Flocka Flame.

## Video musicale
Il videoclip, diretto da Gille Klabin e prodotto da Josh Shadid e Maxwell Riesberg, è stato pubblicato il 9 maggio 2014 attraverso il canale YouTube di Aoki.

## Tracce
Download digitale
1. Rage the Night Away (feat. Waka Flocka Flame) (Club Edit) – 5:31

Download digitale – Remixes
1. Rage the Night Away (feat. Waka Flocka Flame) (Milo & Otis Remix) – 3:35
2. Rage the Night Away (feat. Waka Flocka Flame) (Flosstradamus Remix) – 4:28
3. Rage the Night Away (feat. Waka Flocka Flame) (Enferno Remix) – 4:16
4. Rage the Night Away (feat. Waka Flocka Flame) (London Future Remix) – 2:46
5. Rage the Night Away (feat. Waka Flocka Flame) (Milo & Otis Dub Remix) – 3:33

## Classifiche
| Classifica (2014)              | Posizione massima |
| ------------------------------ | ----------------- |
| Stati Uniti (dance/electronic) | 20                |